# Input lag
L'input lag, nell'informatica e nei videogiochi, è il ritardo tra il televisore o lo schermo che riceve un segnale e il tempo in cui il segnale viene visualizzato sullo schermo o il ritardo tra la pressione di un pulsante e il vedere la reazione sullo schermo / nel videogioco.
Da notare come nello sviluppo di hardware elettronico, l'Input lag sia il ritardo tra un dato segnale fisico elettrico in entrata che viene generato (ad esempio premendo un tasto di una tastiera collegata) e il suo (del segnale) essere processato. Il fenomeno dell'Output lag è perciò l'evento che porta dal processo del segnale alla manifestazione fisica del comando. Più formalmente, sono utilizzati anche i termini "latenza di input" (Input latency) e "latenza di output" (Output latency). Poiché molti giocatori sono in gran parte inconsapevoli del fenomeno di Input lag nel suo complesso, l'Input lag e l'Output lag come termini si sono confusi nel corso del tempo, e nella definizione di cui sopra, ingresso in entrata e ritardo di uscita sono stati raggruppati in un unico fenomeno noto semplicemente come Input lag (o meglio Input lag generale).
Nel complesso, la terminologia corretta è questa: il ritardo tra un ingresso di uno stimolo fisico in entrata ed il suo essere processato elettronicamente è l'Input lag, il ritardo tra l'uscita elettronica inviata del comando elaborato ed il suo essere trasformato in un fenomeno fisico osservabile, è l'Output lag. In breve, l'Input lag si verifica su dispositivi di ingresso, l'Output Lag si verifica su dispositivi in uscita.

## Potenziali cause di Input lag
Le possibili cause di "Input lag" sono descritte di seguito (sono stati omessi passaggi che contribuiscono in maniera trascurabile all'Input lag). Ogni fase del processo aumenta l'Input lag, tuttavia il risultato netto potrebbe essere impercettibile se l'Input lag generale è abbastanza basso. Ecco i casi in cui si potrebbe verificare il fenomeno dell'Input lag:
- Quando il controller invia il segnale alla console: per i controller collegati via cavo, questo ritardo è praticamente trascurabile. Per i controller senza fili, le opinioni e i risultati di lag effettivo variano a seconda della periferica usata e dai riflessi dell'utente. Alcune persone affermano di notare un ritardo di risposta quando utilizzano un controller wireless, mentre altre persone sostengono che i 4-8 millisecondi di ritardo che si verificano siano trascurabili.[3]
- Network lag o Lag della rete (quando si sta giocando online): Dato che il gioco online richiede costante scambio di dati tramite la rete e costanti informazioni sulla posizione dei videogiocatori, vi è talvolta un ritardo sul come queste informazioni viaggiano attraverso la rete. Ciò si verifica nei giochi in cui i segnali di ingresso sono "detenuti" per diversi frame (per dare il tempo ai dati di arrivare alla console / al PC di ogni giocatore) prima di essere utilizzati per la visualizzazione del fotogramma successivo.[4] A 25 fps, conservare 4 fotogrammi aggiunge 160 ms all'Input lag generale (1000 millisecondi - i millisecondi contenuti in un secondo - diviso 25 fps - o fotogrammi al secondo - per 4 fotogrammi = 160 millisecondi). Tuttavia, sono molto pochi i giochi online moderni che usano questo metodo. La maggior parte dei videogiocatori è più influenzata dal tempo, espresso in millisecondi, impiegato da uno o più pacchetti ICMP a raggiungere un dispositivo di rete (per approfondire, vedi Ping) che dall'Input lag, quando si videogioca online.
- Quando la console o il PC processano i prossimi fotogrammi da eseguire: Una console di videogiochi o PC invieranno un nuovo frame una volta che avranno finito di eseguire i calcoli necessari per crearlo. La velocità con cui questo viene ottenuto viene misurata con il cosiddetto frequenza dei fotogrammi. Se utilizziamo un comune monitor da 60 Hz a titolo di esempio, possiamo dire che la frequenza dei fotogrammi massima teorica è di 60 fps (fotogrammi al secondo; per approfondire, vedi frequenza d'aggiornamento), il che significa che l'input lag teorico minimo per il sistema nel suo complesso è di 17 ms (1000 millisecondi - cioè i millisecondi contenuti in un secondo - diviso i fotogrammi al secondo che il dispositivo può elaborare, arrotondati per eccesso in questo caso fanno 17). Il numero massimo teorico di FPS è di solito limitato dal monitor video, dal momento che il gioco non può visualizzare più fotogrammi al secondo della frequenza di aggiornamento del monitor (con l'eccezione di quando si spegne la sincronia verticale (v-sync), ma questo provoca artefatti grafici). In situazioni in cui il carico della CPU e / o della GPU è elevato, gli FPS possono scendere al di sotto della frequenza di aggiornamento del monitor interessato.
- Display lag o Lag dello schermo: Questo è il ritardo causato dal televisore o monitor che si usano. L'elaborazione delle immagini (ad esempio un upscaling, 100 Hz di frequenza, motion smoothing, edge smoothing) richiede tempo e quindi aggiunge un certo grado di Input lag. in generale si ritiene che l'Input lag (in un televisore o in un monitor) inferiore a 30 ms non sia evidente.[5] Una volta che il frame è stato processato, il passo finale è attendere il tempo di risposta del pixel per visualizzare il pixel stesso con il colore corretto del nuovo frame. Da notare anche che l'Effetto Ghosting non incide sul Display lag.

## Tempi di risposta complessivi tipici
Alcuni test sull'Input lag (dall'ingresso del comando alla visualizzazione effettiva della risposta) hanno dimostrato che, nel complesso, tempi di circa 200 ms sono fonte di forte disturbo per l'utente. Sembra, inoltre, che (ad esclusione del Monitor lag) 133 ms siano un tempo medio di risposta accettabile. Tuttavia nei giochi dove sono richiesti maggiori riflessi (ad esempio giochi di combattimento, sparatutto in prima persona e giochi di ritmo) sarebbe necessario ottenere tempi di risposta di almeno 67 ms (ad esclusione del Monitor lag).